# Великое Село (Дзержинский район)
Вели́кое Село́ (бел. Вялі́кае Сяло́) — деревня в Боровском сельсовете Дзержинского района Минской области Беларуси. Находится деревня в 18 километрах от Дзержинска, 53 километрах от Минска, 17 километрах от железнодорожной станции Койданово.

## История
Деревня Великое Село впервые упоминается в 1589 году как деревня в составе имения Старинки, принадлежавшего княжескому роду Радзивиллов и располагавшегося в юго-западной части Минского повета Минского воеводства в нескольких километрах на западе от местечка Койданово и в нескольких километрах на севере от местечка Рубежевичи. 
После 2-го и 3-го разделов Речи Посполитой в 1793 и 1795 годах и последовавшей за ними аннексии Российской империей земель Минского повета и других территорий Речи Посполитой, деревня оказалась в составе Минского уезда Минской губернии. Часть владений Радзивиллов перешла к дворянину Павлу Осиповичу Ленскому, в том числе имение Старинки, из которого впоследствии было выделено имение Сула, куда вошло Великое Село и несколько близлежащих деревень и застенков. По состоянию на 1795 год в деревне насчитывалось 52 двора, в которых проживали 101 мужчина и 87 женщин крестьянского сословия. Фактически, в деревне проживало больше людей, однако многие крестьяне скрывались от ревизоров, в связи с чем не попадали в списки жителей, что подтверждается значительным увеличением количества жителей в последующих переписях населения. 
Во 2-й половине XIX — начале XX века в Рубежевичской волости Минского уезда Минской губернии. Согласно ревизской сказке Минского уезда Минской губернии 1850, в деревне насчитывалось 57 дворов, деревня находилась во владении помещицы Вероники Павловны Оборской. В 1858 году насчитывалось 192 жителя мужского пола. В 1874 году было открыто одноклассное народное училище, в котором в 1892 году обучалось 22 мальчика и 7 девочек, в 1906 году — 84 ученика. 
В начале XIX века деревня относилась к Рудзицкой Преображенской, позднее — Тоново-Слободской Козьмо-Дамиановской церкви, однако после основания приходской церкви Антония Римлянина в деревне Рубежевичи в 1867 году жители Великого Села стали прихожанами последней. 
В 1897 году, по данным первой всероссийской переписи в деревне насчитывались 107 дворов, проживали 676 жителей, центр волости, действовало народное училище, действовал волостной фельдшерский пункт, хлебозапасный магазин. В 1908 году — насчитывались 122 двора, проживали 859 жителей, центр Великосельской волости. В 1917 году — 145 дворов, 903 жителя.  
В феврале—декабре 1918 году село было оккупировано немецкими войсками. Во время оккупации действовал партизанский отряд. В июле 1919—июле 1920 года и с октября 1920 года до конца марта 1921 года посёлок был оккупирован польскими войсками. В 1919 году польская полиция арестовала и расстреляла в урочище Заболотье группу сельской молодёжи за связь с Красной Армией. 
С 20 августа 1924 года в составе Старинковского сельсовета Койдановского района Минского округа. С 15 марта 1932 года Койдановский район реогранизован в Койдановский национальный польский район, а 29 июня 1932 года — в Дзержинский национальный польский район. 31 июля 1937 года национальный район упразднён, а территория передана в состав Минского района. С 20 февраля 1938 года в составе Минской области, с 4 февраля 1939 года в восстановленном Дзержинском районе. В 1926 году, по данным первой всесоюзной переписи, в Великлм Селе насчитывалось 163 двора, проживали 855 жителей, действовала начальная школа. В 1929 году был организован колхоз «Восток», который обслуживался Дзержинской МТС, действовала колхозная кузница. 
Во время Великой Отечественной войны с 28 июня 1941 года по 6 июля 1944 года Великое Село было оккупировано немецко-фашистскими захватчиками. Во время оккупации гитлеровцы расстреляли 16 мирных жителей, на фронте погибли 52 жителя деревни. В 1960 года в деревне проживал 561 житель. С 1963 года — центр колхоза имени В.В. Докучаева. В 1970 году в деревне насчитывались 132 хозяйства, проживали 513 жителей. По состоянию на 2009 год — центр филиала «Великосельский». 30 октября 2009 года деревня Великое Село была передана из состава упразднённого Старинковского сельсовета в состав Боровского сельсовета.

## Улицы
По состоянию на октябрь 2019 года в деревне Великое Село насчитывается 6 улиц:
- Центральная улица (бел. Цэнтральная вуліца);
- Сельская улица (бел. Сельская вуліца);
- Солнечная улица (бел. Сонечная вуліца);
- Новая улица (бел. Новая вуліца);
- Школьная улица (бел. Школьная вуліца);
- 1-й Школьный переулок (бел. 1-ы Школьны завулак).

## Население
| Численность населения (по годам) | Численность населения (по годам) | Численность населения (по годам) | Численность населения (по годам) | Численность населения (по годам) | Численность населения (по годам) | Численность населения (по годам) | Численность населения (по годам) |
| 1858                             | 1897                             | 1909                             | 1917                             | 1926                             | 1960                             | 1970                             | 1991                             |
| -------------------------------- | -------------------------------- | -------------------------------- | -------------------------------- | -------------------------------- | -------------------------------- | -------------------------------- | -------------------------------- |
| 192                              | ↗676                             | ↗859                             | ↗903                             | ↘855                             | ↘561                             | ↘513                             | ↘476                             |
| 2004                             | 2009                             | 2017                             | 2018                             | 2020                             | 2021                             | 2022                             |                                  |
| ↘419                             | ↘295                             | ↗301                             | ↘295                             | ↘294                             | ↘288                             | ↘281                             |                                  |

## Инфраструктура
- ГУО «Великосельский учебно-педагогический комплекс детский-сад – базовая школа»;
- УЗ «Великосельский фельдшерско-аккушерский пункт»;
- Велькосельская сельская библиотека;
- Великосельский комплексно-приёмный пункт;
- продуктовый магазин «Родный Кут».

## Достопримечательности
- В деревне, возле здания сельского клуба расположен памятник землякам, в честь 55 местных жителей, которые погибли на разных фронтах Великой Отечественной войны и в партизанской борьбе против немецко-фашистских захватчиков, памятник установлен в 1966 году[11].